# Љупко Ћурчић
Љупко Ћурчић (Београд, 1941) југословенски и српски је архитекта.

## Биографија
Основну школу и средњу Архитектонско-техничку школу је завршио у Београду. Похађао је Архитектонски факултет Универзитета у Београду. Већи део своје каријере је провео радећи у оквиру пројектног бироа „Модул” из Београда. На почетку своје каријере је био под извесним утицајем Ле Корбизјеа и архитектуре јапанских метаболиста. Његова прва дела су рађена у духу модерне архитектуре у стилу брутализма.
Иако је користио натур-бетон као значајан елемент архитектонског израза, по његовим речима то није била последица слеђења некакве филозофије, већ резултат крајње практичних потреба, да би градило брзо и економично. Основни мото његове архитектуре је била функционалност грађевине на првом месту. У каснијем периоду његовог стваралаштва је пројектовао у стилу постмодерне и уз употребу опеке.

## Одабрана дела
- Аутобуска станица у Кикинди, Србија (аутор: Љупко Ћурчић), реализовано 1973.
- Окружни суд у Пожаревцу, Србија (аутор: Љупко Ћурчић), реализовано 1974.[2]
- Савезно извршно веће 'СИВ 3' на Новом Београду, Србија (аутор: Љупко Ћурчић), реализовано 1975.
- Ремонт шинских возила 'Метинд' у Зрењанину, Србија (аутор: Љупко Ћурчић), реализовано 1978.
- Пословна зграда 'Агробанат' у Пландишту, Србија (аутор: Љупко Ћурчић), реализовано 1985.[3]
- Реконструкција хотела 'Дрина' у Бајиној башти, Србија (аутор: Љупко Ћурчић), реализовано 1989.
- Тржно-пословни центар у Пландишту, Србија (аутор: Љупко Ћурчић), реализовано 1991.
- Хотел 'Брег' у Вршцу, Србија (аутори: Љупко Ћурчић и Марија Ћурчић), реализовано 1992.
- Хотел Норцев на Иришком венцу на Фрушкој гори, Србија (аутори: Љупко Ћурчић и Марија Ћурчић), реализовано 2000.
- Реконструкција хотела 'Војводина' у Зрењанину, Србија (аутори: Љупко Ћурчић и Марија Ћурчић), реализовано 2007.

## Галерија
- Мотел у Жабарима, Србија / макета.
- Аутобуска станица у Кикинди, Србија, 1973.
- Окружни суд у Пожаревцу, Србија, 1974.
- Хотел Дунав у Пожаревцу, Србија, 1974.
- Мотел Врело Млаве у Жагубици, Србија.
- Савезно извршно веће СИВ на Новом Београду, Србија
- Ремонт шинских возила Метинд у Зрењанину, Србија, 1978.
- Пословна зграда Агробанат у Планишту, Србија, 1985.
- Реконструкција хотела Дрина у Бајиној башти, Србија, 1989.
- Хотел Брег у Вршцу, Србија, 1992.
- Хотел 'НОРЦЕВ' на Иришком венцу, Србија, 2000.
- Реконструкција хотела Војводина у Зрењанину, Србија, 2008. / пре реконструкције